# Bruce Campbell (ornithologue)
Pour les articles homonymes, voir Bruce Campbell et Campbell.
Bruce Campbell (15 juin 1912 - 9 janvier 1993) est un ornithologue, écrivain et homme de radio britannique, étroitement associé au British Trust for Ornithology (BTO).

## Biographie
Campbell naît à Southsea le 15 juin 1912. Enfant, il est influencé par son père, un officier de l'armée britannique, qui collectionne les œufs. Après des études au Winchester College, il s'inscrit à l' Université d'Édimbourg où il obtient un Bachelor of science en foresterie. Il effectue ensuite un doctorat portant sur l'étude comparative des oiseaux, devenant ainsi l'un des premiers naturalistes de terrain bénéficiant d'une formation scientifique de haut niveau. En 1938, il épouse Margaret Gibson-Hill, écrivain, avec qui il aura deux fils et une fille. De 1936 à 1948, il est enseignant et chargé de cours à l'université. 
Après la Seconde Guerre mondiale, il porte à l'attention du British Trust for Ornithology les travaux d'enregistrement sonore de Ludwig Koch, qui auront un réel impact sur l'intérêt du public pour la faune sauvage. En 1948, il est nommé secrétaire à temps plein du BTO, fonction qu'il occupe jusqu'en 1959. Il est également actif au sein d'autres organismes d'étude et de protection de la nature, comme la  British Ecological Society. 
Bruce Campbell est l'auteur d'une étude pionnière sur le gobemouche noir, conduite dans la réserve forestière de Nagshead, dans le Gloucestershire. Dans les années 1950, il réalise pour la BBC des émissions de radio et de télévision consacrées à l'histoire naturelle. En avril 1959, il est nommé producteur principal à la NHU (BBC Natural History Unit), le département d'histoire naturelle de la BBC situé à Bristol. Il occupe ce poste jusqu'en 1962. 
Bruce Campbell est le coauteur du treizième volume de la collection New Naturalist, consacré au massif montagneux Snowdonia, au pays de Galles.
Il meurt le 9 janvier 1993 à Witney, dans l'Oxfordshire,,.

## Travaux
- 1949: Snowdonia (with F. J. North and R. Scott). New Naturalist #13. Collins, Londres.
- 1953: Finding Nests. Collins' Clear Type Press, Londres
- 1959: Bird Watching for Beginners. Puffin Books, Londres
- 1967: The Pictorial Encyclopedia of Birds (editor, with Jan Hanzák (auteur)). Paul Hamlyn, Londres.  (ISBN 978-0517005491)
- 1969: British and European Birds in Colour (avec Bertel Bruun (auteur) et Arthur B. Singer (illustrateur). Paul Hamlyn, Londres  (ISBN 978-0600004561)
- 1970: The Hamlyn Guide to Birds of Britain and Europe (avec Bertel Bruun (auteur) and Arthur B. Singer (illustrateur). Paul Hamlyn, Londres  (ISBN 978-0601070657)
- 1972: A Field Guide to Birds' Nests (avec James Ferguson-Lees). Constable, Londres.  (ISBN 978-0094583504)
- 1974: The Dictionary of Birds in Colour. Michael Joseph Ltd, Londres.  (ISBN 978-0718112578)
- 1979: The Natural History of Britain and Northern Europe. Hodder & Stoughton, Londres. Multi-volume,  (ISBN 978-0340231531),  (ISBN 978-0340231548) and  (ISBN 978-0340231555)
- 1979: Birdwatcher at Large. Littlehampton Book Services.  (ISBN 978-0460043731)
- 1985: A Dictionary of Birds (avec Elizabeth Lack). Poyser, Calton.